# 野間口有
野間口 有（のまくち たもつ、1940年11月18日 - ）は、日本の実業家。三菱電機相談役。元産業技術総合研究所理事長。

## 来歴
1940年に鹿児島県で生まれる。1965年京都大学大学院理学研究科修士課程修了。同年に三菱電機に入社後、一貫して研究開発畑を歩き、2002年4月に代表取締役社長に就任。重電分野に経営資源を集中する「選択と集中」を進め、2002年3月期には780億円の連結最終赤字を計上した業績を、純利益で業界1位に回復させた。
知的財産権に関する見識が高く、総合科学技術会議知的財産戦略専門調査会専門委員、産業構造審議会知的財産政策部会委員、工業所有権審議会委員、日本経済団体連合会知的財産委員会委員長、日本知的財産協会会長、内閣官房知的財産戦略本部本部員を務めた。2009年4月より2013年3月まで独立行政法人産業技術総合研究所の理事長を務めた。

## 略歴
- 1965年3月 - 京都大学大学院理学研究科修士課程修了[1]
- 1965年4月 - 三菱電機に入社[1]
- 1975年3月 - 工学博士
- 1991年12月 - 材料デバイス研究所長
- 1993年6月 - 中央研究所長[2]
- 1994年6月 - 情報システム研究所長
- 1995年6月 - 取締役 情報技術総合研究所長[2]
- 1997年6月 - 常務取締役 開発本部長[2]
- 2001年4月 - 代表取締役 専務取締役[2] インフォメーションシステム事業推進本部長
- 2002年4月 - 代表取締役 取締役社長[2]
- 2006年4月 - 取締役会長[1][2]
- 2009年4月 - 独立行政法人産業技術総合研究所理事長に就任、三菱電機においては、取締役会長を退き取締役に就任。
- 2010年6月 - 独立行政法人産業技術総合研究所理事長、三菱電機においては、取締役を退き名誉相談役に就任。
- 2013年4月 - 三菱電機相談役[2]、独立行政法人産業技術総合研究所最高顧問。
- 2015年4月 - 経済産業大臣から知的財産権制度関係功労者表彰[3]
- 2016年11月 - 旭日大綬章を受章[4]。